# Renate Weber
Pour les articles homonymes, voir Weber.
Renate Weber (née le 3 août 1955 à Botoșani) est une femme politique roumaine. Membre du Parti national libéral jusqu'en 2015, elle rejoint l'Alliance des libéraux et démocrates en 2018.

## Biographie
Elle est élue députée européenne, le 25 novembre 2007, réélue le 7 juin 2009 et le 25 mai 2014. Comme tous les membres de son parti, elle siège jusqu'aux élections de 2014 au sein de l'Alliance des démocrates et des libéraux pour l'Europe, puis par la suite au sein du groupe du Parti populaire européen. Néanmoins, ce transfert n'aura duré que 4 mois, décidant de revenir dans le groupe ADLE le 17 novembre 2014.
- Commission de l'emploi et des affaires sociales (1er juillet 2014 - )
- Commission des pétitions (1er juillet 2014 - )
- Commission spéciale sur la criminalité organisée, la corruption et le blanchiment de capitaux (28 mars 2012 - 23 octobre 2013)
- Délégation à l'Assemblée parlementaire euro-latino-américaine (16 septembre 2009 - 30 juin 2014)
- Commission des libertés civiles, de la justice et des affaires intérieures (12 décembre 2007 - 30 juin 2014)
- Délégation pour les relations avec les pays de la Communauté andine (13 décembre 2007 - 30 juin 2014)